# مهران (جماعت)
مهران جماعت و شهرکی در شمال تاجیکستان است که در ناحیهٔ کوهستان مست‌چاه ولایت سغد قرار دارد.